# 貝克斯特河
52°3′9.06″N 8°44′33.04″E / 52.0525167°N 8.7425111°E

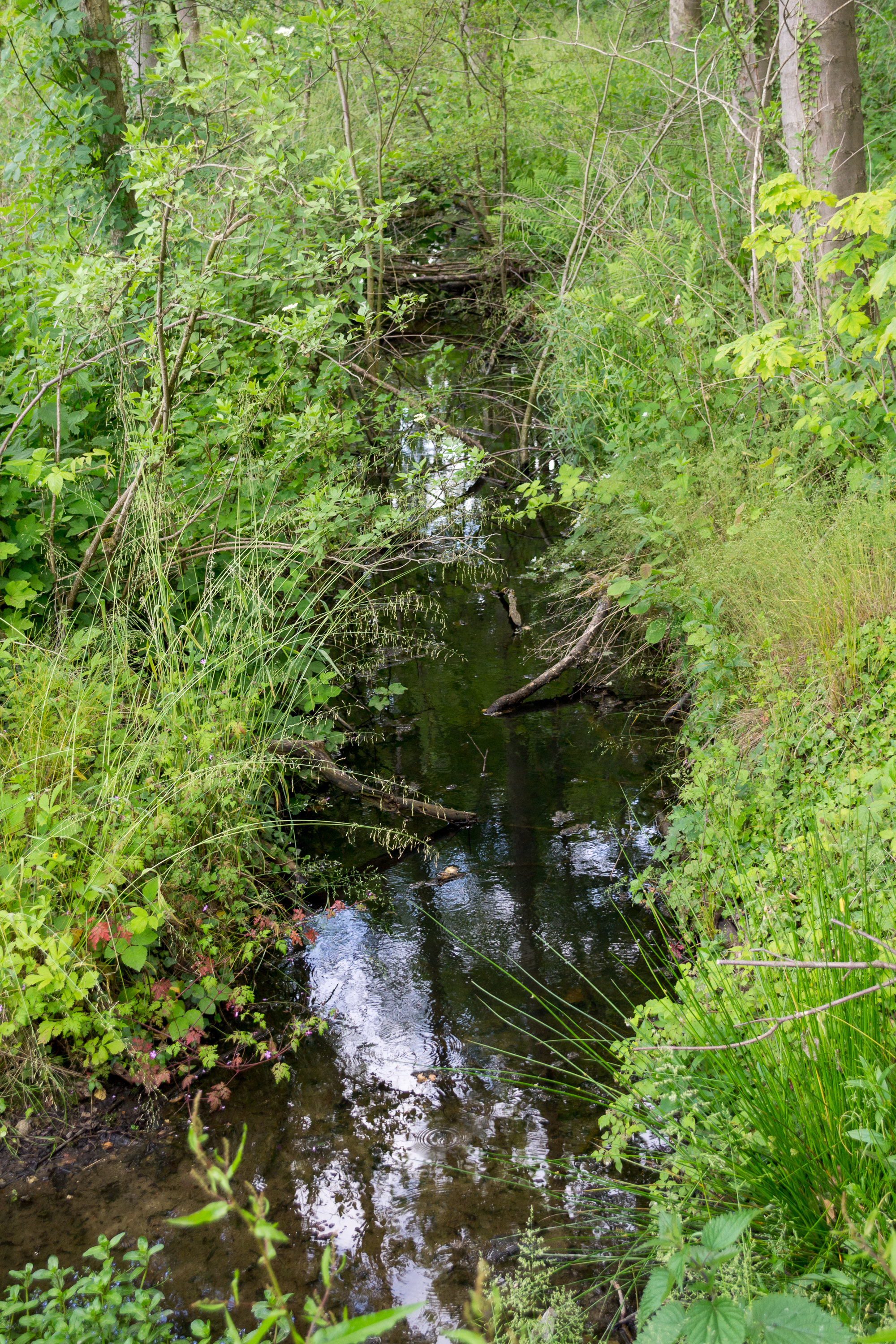

貝克斯特河（德語：Bexter），是德國的河流，位於該國西部，處於北萊茵-威斯特法倫州，屬於韋勒河的左支流，河道全長5.2公里，流域面積8.5平方公里。